# 曹仲植
曹仲植（1911年12月23日—2014年9月16日），原名寿增，江蘇常州天寧人，南昌行創辦人，以進口奶粉在臺灣致富，並創立曹氏基金會捐出輪椅達五十七萬輛。

## 生平

### 成立南昌行
曹仲植生於為1911年農曆十一月初四，出身於常州天寧清涼寺旁的農家。本名「壽增」，後因慕曹植文采改名「仲植」。父親曹志泉。
十八歲時，曹仲植至一家在上海的五金行擔任送貨學徒，半年後東家結束營業，遣散所有學徒，唯他不肯離去，在東家租的小屋客廳打地鋪。房東見他聰慧耐勞、為他尋覓一家新開幕五金行，學習訂單、發票、換算外幣的工作。於三十三歲於上海自行開設公司，取名「南昌行」，經營食品罐頭、雜貨等批發業務。
1948年，曹仲植到臺灣考察，發覺該島社會安定，但欠缺各種原料及食品，利於經商。當年，他在基隆開設了分行。1949年舉家搭乘最後一班中興輪抵達臺灣。為與在迪化街的同業們競爭，他方式是改變做中盤方式，與全臺灣的食品小賣店往來，提倡佣金計酬制度，鼓勵代銷商積極推展業務，果然扭轉了逆勢，於1958年創立台灣慎昌公司，代理澳洲OAK奶粉及紅牛奶粉、台爾蒙食品各種罐頭等。他也代理了好立克、安佳奶油等。
1950年代末，奶類罐頭進口編列美援外匯，活絡臺灣的進口奶粉市場。當時美國、荷蘭、澳洲、日本、丹麥、英國、紐西蘭奶粉都列為美援採購地區，1960年時以OAK奶粉價格最便宜，比第二便宜克寧奶粉的還少一半價錢。後因台日外交低迷，臺灣掀起抵制日貨活動，日本奶粉銷售降低。
OAK奶粉從原產地澳洲新南威爾斯州出廠到臺灣上市需五十天左右，曹老闆採取的行銷方式是每月分四次到六次分批進口，平均五天至七天就進口一次，且在各地各軍公教福利站、福利社和百貨公司都有據點，宣傳隨時隨地都可買到新鮮貨。因進口大包裝原料奶粉，引起臺灣酪農養殖業反彈，農政單位迫於情勢，將進口大包裝原料奶粉列為管制品。曹仲植就以臺灣省乳業發展小組進口商代表，向政府提議用進口奶粉乳品捐捐補助酪農。此舉不但成功化解酪農困境，更免費提供臺灣學童飲用鮮奶營養早餐，前後達二十多年。
事業有成後，曹仲植對以往沒有好好唸過書仍然遺憾，所以對四兒一女的教育特別注重，每個人都擁有碩士學位。如他兒子曹國俊就念到成功大學工業管理研究所。

### 加入扶輪社
1965年，致富的曹仲植加入台北北區扶輪社，四年後擔任社會服務主委。張錦文對他遊說需要兩支電話成立生命線，當年申設電話昂貴，每支一萬六千四百八十元，於是台北北區扶輪社就出資。日後，曹仲植在擔任台北市生命線協會理事長第九、第十的兩屆期間，募捐集資六百萬元，為生命線購置一處新會所，從此生命線台灣總會免於租屋流動。
1969年某天早上，曹仲植與妻子從天母居家開轎車，在士林一處淡水線平交道等候時，看到一位失去雙腿的年輕人，雙手拿著兩塊小木板，撐在地上，褲襠下則繫了一大塊舊輪胎膠皮作墊子，在馬路上蹣跚移動，於是興起幫助肢障者的念頭。次年，電視劇《輪椅神探》當紅，飾演主角的雷蒙德·布林特還地當年5月末來臺灣宣傳，並捐贈十二台輪椅給振興復健醫學中心的小兒麻痺病童。時任台北北區扶輪社社會服務主委的曹仲植受此影集啟發，將捐送輪椅列為當年度服務。捐輪椅另一原因是妻子有風濕症，腳不好，而能感同身受有關。由台北北區扶輪社以每台美金五十元的價格向賓夕法尼亞州的廠商訂購三十台，財政部之特准免稅。1971年3月27日舉行捐贈儀式給台北市國中足肢傷殘學生使用，內政部長徐慶鐘主持。

### 創設基金會
之後，曹仲植向臺灣的新生傷殘用具社訂購仿製美國規格製造三十部摺式輪椅，委託北區扶輪社捐贈學童使用。他不僅幫了身障者，也意外帶動新興產業，使臺灣曾成為輪椅的最大出口地。次子曹國賢回憶，曾跟著父親跑輪椅捐贈行程，七天就換了六間旅館，表示父親還會向廠商議價，因認為壓低價錢可多捐贈一部輪椅給需要者，還考量使用者需求，甚至設計改良輪椅，增加輪椅耐用度，並親自至工廠試坐。
1977年，曹仲植想自己作善事何須委託外人，便籌足三千五百萬元創辦曹氏基金會，除主要贈輪椅，還作急難救助，也設置孤兒助學金、殘障獎學金。像1978年基金會就曾捐一套價值六十三萬元的血液分成器給台北捐血中心，當時臺灣只有臺大醫院、榮總、三總有。兒子曹國良還是1978年時臺灣捐血最多次數的人。
基金會公告，凡殘障而現無輪椅者及無力購買者，自備戶籍資料及當地派出所出具證明，並簡述殘障情形及個人簡歷，可就獲贈。為引領社會大眾共同行善，曹仲植還發起「相對捐贈」辦法，只要向提出捐獻輪椅給相關團體意願，提出者只要捐出一半錢，另外一半由他補足缺額。該組織也會捐贈田徑籃球兩用運動輪椅以鼓勵足障者運動，舉行過輪椅競速比賽、贊助輪椅籃球隊。

### 形象受損
1980年代初，隨臺灣隨得提高，罐裝奶粉需求大增，卻百分之九十仰賴進口，但關稅高額，導致出現黑市價格等惡性競爭，中興大學企管系教授顏廷奎因此建議調價關稅。1984年，爆發金牛牌S95奶粉羼入工業用酪素等惡質奶粉削價競爭事件，使得臺灣人對於袋裝奶粉產生疑慮。
1985年1月17日，桃園縣中壢警分局督察組巡官楊明昇率領興國派出所警員至南昌行中壢聯絡處，當場查獲員工將逾期或即將逾期的奶粉，重包裝並重新打上當天製造日期。商行是將二十四包每包兩公斤裝逾期奶粉，混合在三袋二十五公斤裝的未逾期奶粉，再分裝成四百公克小包，運往各地銷售。同月18日，曹仲植表示會負起責任，開放退貨。
OAK奶粉弊案，臺灣一些慈善團體都為曹仲植難過。為南昌行等一連串的食品問題，衛生署食品衛生處開始執行「加強食品衛生管理第二期方案」。1987年，政府調價奶粉關稅二點五個百分點，除克寧、雀巢及雪印先降價外，但S─26、OAK、菲仕蘭、安佳、紅牛、嬰兒美、明治、森永等廠牌奶粉均未調整，而被經濟部物價督導會將後面品牌列為黑名單。1989年7月1日，政府取消進口奶粉乳品捐，8月9日又實施新的關稅制度，因此同月16日OAK及紅牛奶粉宣布降降。當年，曹仲植開始將捐贈輪椅的地區擴及中國大陸，數年下來，常州、北京、上海、西安、鎮江、南京、杭州、廈門、無錫、興化、寶雞、榆林、全椒、西寧等都市的肢障人士，都有了寫了「曹氏基金會敬贈」字樣的輪椅。
至1996年10月4日，衛生署和慎昌行、瑞士商吉時洋行、香港商恩平、香港商安佳等奶粉進口商達成協議，過期奶粉需添加苜蓿粉作變質處理，使外觀與氣味都和食用奶粉能明顯區分，方能出售給牧場或飼料業，以防堵飼料奶粉流做食用事件再發生。

### 護持佛教
曹仲植把自己的人生分成四季，十一至二十五歲的春天是念書、發芽、成長之日，二十六到五十歲的夏天是成家奮鬥之時，五十一至七十五歲的秋天就該豐收但不濫花，到了冬天就該把多餘的送給人家。1998年採訪時，他說自己已走到了冬天，篤信將身外物快快送出的道理。
早在1960年，曹仲植陪同皈依普門精舍的妻子賀雲卿來北投的佛寺，恰好遇到星雲法師，妻子就對星雲說師父叫丈夫拜佛，曹仲植便一臉尷尬，星雲就答也可行佛就好。日後，曹仲植捐助佛光山創辦電視台、報紙，更對美國西來寺、法國巴黎道場的建寺工作及國際佛光會的弘法活動，也發心資助。他任佛光山殘障福利委員會主委，由其基金會透過世界各地的佛光分會，捐贈輪椅，如柬埔寨、越南、巴西、薩爾瓦多、多明尼加等。
曹仲植妻子賀雲卿於1983年去世時，所收奠儀廿五萬餘元就捐給佛光山育幼院。他常去三芝鄉看望妻子墳墓，並於1984年加入慈濟功德會。他也為曾文雄亟須盲人重建院增添設備時，以妻子之名捐設點字閱覽室一間。每逢生日，他就去捐輪椅，認為母難日助殘障是報答雙親恩，且認為在為亡妻積冥德，並與結緣於慈濟的基業海運、環球貨櫃創辦人李宗吉常互相比捐款數量。
1994年1月24日晚，華視《掌聲響起一一溫馨系列》播出最後一集介紹陳五福、四一五牙醫醫療小組、曹仲植等。1999年12月28日，公益團體服務協會公布星雲法師、張琪、曹仲植、洪敏弘、李震淮得到第二屆國家公益獎。曹仲植因贈送輪椅的貢獻，2001年9月，世界輪椅基金會創辦人Ken Behring特地來臺灣感謝。
曹仲植在2012年重陽節以人瑞身份接受採訪說，養生之道就是「多行善」。他對於商場上思空見慣的菸、酒、賭，一概不碰。他之前工作之餘就是每星期六下午及星期日要打高爾夫球，曾任過淡水台灣高爾夫俱樂部常務理事與代理會長。
2014年9月16日曹仲植去世時，基金會所捐贈輪椅已有578383輛。臨終前由覺培法師取法名「普德」，其骨灰與妻子、三子曹國良的骨灰安奉在佛光山萬壽園。

## 外部連結
- 曹仲植基金會